# Джамель Аїт Бен Ідір
Джамель Аїт Бен Ідір (араб. جمال أيت بن إيدر, фр. Jamel Aït Ben Idir, 10 січня 1984, Мон-Сент-Еньян) — французький і марокканський футболіст, півзахисник клубу «Відад».

## Клубна кар'єра
Джамель починав свою кар'єру у клубі «Гавр» і дебютував за цю команду 26 березня 2002 року в матчі з «Аяччо». Тоді молодий гравець відіграв весь матч, а «Гавр» зазнав поразки з мінімальним рахунком. У наступному сезоні Джамель провів свій дебютний матч у вищій французькій лізі (за підсумками сезону 2001/02 «Гавр» підвищився у класі). Наступні п'ять сезонів Аїт Бен Ідір був ключовим гравцем «Гавра», регулярно з'являючись на полі. З цією командою він кілька років потому повернувся у вищу лігу, але «Гавр» відразу ж вилетів, а Джамель приєднався до новачка чемпіонату «Арль-Авіньйона». З цією командою гравець теж вилетів з еліти.
У 2012 році Джамель перейшов в «Седан». Після одного сезону в цьому клубі він пішов у «Осер».
1 липня 2015 року Аїт Бен Ідір підписав дворічний контракт з марокканським клубом «Відад». З командою у 2017 році став чемпіоном Марокко та переможцем Ліги чемпіонів КАФ.

## Кар'єра в збірній
У 2003 році Джамель провів один матч за юнацьку збірну Франції. У 2008 році він викликався в збірну Марокко, але на поле так і не вийшов. Його дебют за національну збірну відбувся лише через шість років, коли він зіграв три товариські гри у 2014 році.

## Досягнення
- Переможець Ліги чемпіонів КАФ: 2017
- Чемпіон Марокко: 2016/17